# Ligue 1 2015-2016
La Ligue 1 2015-2016 è stata la 78ª edizione della massima serie del campionato di calcio francese, disputato tra il 7 agosto 2015 e il 14 maggio 2016 e concluso con la vittoria del Paris SG, al suo sesto titolo.
Capocannoniere del torneo è stato Zlatan Ibrahimović (Paris SG) con 38 reti.

## Stagione

### Novità
A sostituire Évian TG, Metz e Lens, retrocesse nella stagione precedente, sono Gazélec Ajaccio, Troyes e Angers.
Prima dell'inizio del campionato la LFP aveva stabilito che, a partire da questa stagione, sarebbero state le ultime due (anziché tre) squadre classificate a retrocedere in Ligue 2. Tuttavia, la FFF ha annullato questa decisione e ripristinato le tre retrocessioni, una scelta confermata poi in ultima istanza dal Consiglio di Stato.
Da questa stagione viene adottata la goal line technology, il sistema di rilevazione che segnala attraverso l'Hawk-Eye (occhio di falco) se il pallone ha oltrepassato o meno la linea di porta, consentendo dunque di avere il massimo grado di certezza possibile circa la validità delle reti. Inoltre, viene modificato il meccanismo di compilazione del calendario: non vi è più coincidenza perfetta tra giornate d'andata e di ritorno, in modo tale da ridurre il più possibile le trasferte ai club.

### Formula
Le venti squadre partecipanti si sono sfidate in un torneo organizzato in partite di andata e ritorno per un totale di 38 incontri per ogni squadra. A ogni partita sono stati assegnati 3 punti alla squadra vincitrice e 0 punti alla squadra sconfitta, 1 punto a ciascuna squadra in caso di pareggio.
Le squadre qualificate alle coppe europee sono state sei. Le prime tre squadre in classifica sono state ammesse alla UEFA Champions League 2016-2017, con le prime due qualificate alla fase a gironi e la terza al terzo turno preliminare (percorso piazzate). La quarta classificata, assieme alle vincitrici di Coupe de France 2015-2016 e Coupe de la Ligue 2015-2016, è stata ammessa alla UEFA Europa League 2016-2017. Come da regolamento UEFA, la vincitrice della Coupe de France si qualifica alla fase a gironi di Europa League, mentre la quarta classificata in campionato e la vincitrice di Coupe de la Ligue sono ammesse al terzo turno preliminare. Qualora la vincitrice della Coupe de France sia già ammessa alla Champions League, il posto europeo della coppa viene attribuito alla quinta classificata in campionato: in questo caso la quarta classificata si qualifica alla fase a gironi, mentre la quinta è ammessa al terzo turno preliminare. Analogamente si procede nel caso in cui la vincitrice di Coupe de la Ligue sia già qualificata alla Champions League, con il sesto posto che qualifica per l'Europa League.
Le ultime tre squadre in classifica sono retrocesse in Ligue 2 (seconda serie del campionato francese).

### Calciomercato

#### Sessione estiva (dal 1º luglio al 1º settembre)

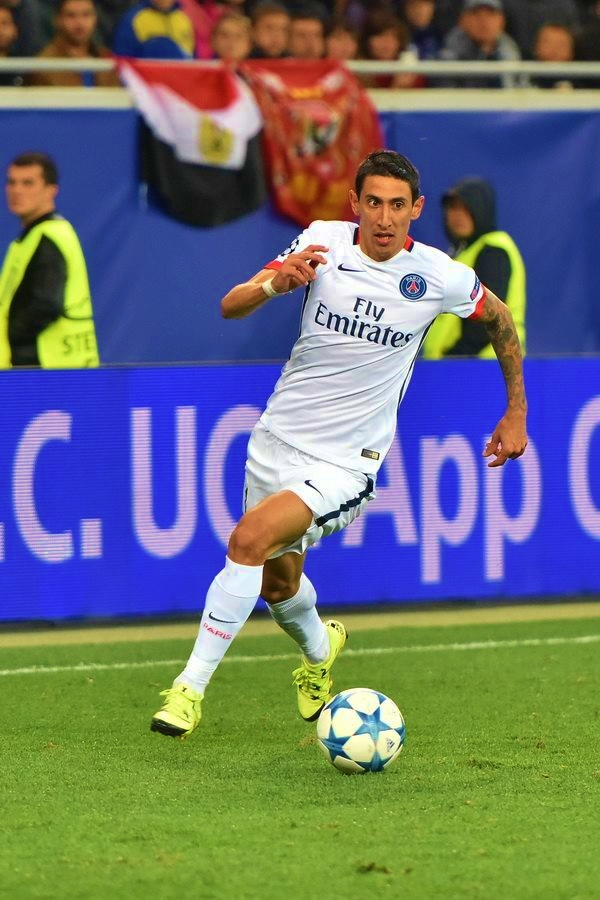
L'argentino Ángel Di María, chiamato a vestire la maglia n.11 del Paris Saint-Germain.

Il Paris SG, confermatosi campione di Francia per il terzo anno di seguito, si assicura le prestazioni del centrocampista argentino Ángel Di María, pagato una cifra pari a 63 milioni di euro per strapparlo al Manchester United; la squadra parigina tessera inoltre il portiere tedesco Kevin Trapp, proveniente dall'Eintracht Francoforte, il terzino francese Layvin Kurzawa dal Monaco e il centrocampista francese Benjamin Stambouli dal Tottenham. Tra le cessioni ricordiamo il giovane portiere francese Alphonse Areola, in prestito al Villarreal, il difensore Lucas Digne, in prestito alla Roma, il centrocampista Yohan Cabaye, passato al Crystal Palace, e l'attaccante Jean-Christophe Bahebeck, in prestito al Saint-Étienne.
Il Lione, secondo classificato, non cede i suoi gioielli, che li rinforza con gli acquisti dei difensori Jérémy Morel, in scadenza di contratto con il Marsiglia, Rafael, proveniente dal Manchester United, e Mapou Yanga-Mbiwa, tornato in patria dopo una stagione con la Roma. Nella fase offensiva si rinforza con gli arrivi di Mathieu Valbuena, tornato anch'esso in patria dopo una stagione in forza ai russi del Dinamo Mosca, e Claudio Beauvue, una delle rivelazioni della stagione passata in maglia del Guingamp. Da menzionare, infine, le cessioni di Farès Bahlouli al Monaco, Clinton N'Jie al Tottenham, Mohamed Yattara allo Standard Liège e Yoann Gourcuff, a quest'ultimo non viene rinnovato il contratto.

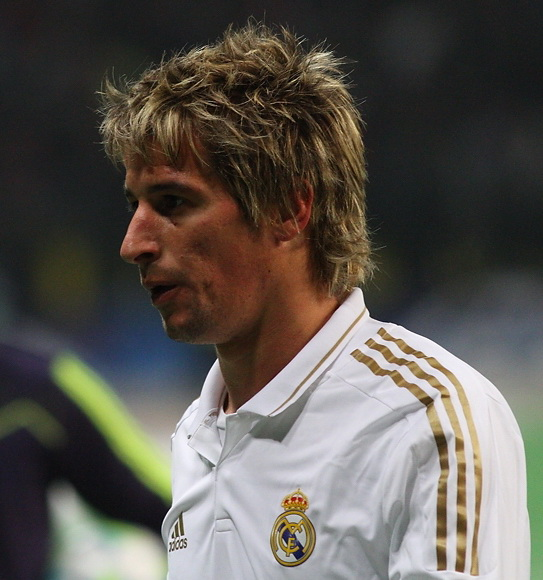
Al portoghese Fábio Coentrão, preso in prestito dal Real Madrid, viene affidata la retroguardia del Monaco.

Il Monaco rinforza il reparto offensivo, che lo scorso anno era il tallone d'Achille, ingaggiando l'argentino Guido Carrillo dall'Estudiantes, il portoghese Ivan Cavaleiro dal Benfica e l'italiano Stephan El Shaarawy in prestito dal Milan. Nel reparto arretrato rinnova il prestito di Wallace dal Braga, riscatta il cartellino di Fabinho dal Rio Ave e prende in prestito Fábio Coentrão dal Real Madrid. In centrocampo si assicura le prestazioni del francese Thomas Lemar, proveniente dal Caen, oltre a quelle del croato Mario Pašalić, in prestito dal Chelsea, del brasiliano Gabriel Boschilia dal São Paulo e di Farès Bahlouli, cresciuto nel vivaio del Lione. Infine viene scelto Paul Nardi, tornato dal prestito al Nancy, come secondo portiere dietro al croato Subašić. Vivace anche il capitolo delle cessioni: il portiere olandese Maarten Stekelenburg torna al Fulham, il difensore tunisino Aymen Abdennour viene ceduto Valencia per 30 milioni di euro, il difensore francese Layvin Kurzawa viene acquistato per 25 milioni di euro al Paris SG, il centrocampista belga Yannick Carrasco passa all'Atlético Madrid, il centrocampista francese Geoffrey Kondogbia viene ceduto all'Inter per una cifra intorno a 40 milioni di euro, il centrocampista argentino Lucas Ocampos viene riscattato dal Marsiglia, l'attaccante colombiano Radamel Falcao in prestito al Chelsea, gli attaccanti francesi Valère Germain, in prestito, e Anthony Martial, per una somma intorno agli 80 milioni di euro, rispettivamente a Nizza e Manchester United, e l'attaccante bulgaro Dimităr Berbatov passa al PAOK dopo che non gli venne rinnovato il contratto.
Il Marsiglia, dopo aver svincolato una buona parte della rosa titolare e ceduto i suoi gioielli Giannelli Imbula al Porto, Florian Thauvin al Newcastle e Dimitri Payet al West Ham, rinnova il reparto arretrato con gli arrivi del portiere Yohann Pelé e i difensori Javier Manquillo, in prestito dall'Atlético Madrid, e Karim Rekik dal Manchester City. Il reparto offensivo viene affidato ai centrocampisti Rémy Cabella dal Newcastle, Abou Diaby dall'Arsenal, Lassana Diarra, dopo un anno di inattività, e Lucas Silva dal Real Madrid e all'attaccante argentino Lucas Ocampos, riscattato dal Monaco.
Il Saint-Étienne potenzia il reparto difensivo con gli acquisti del camerunese Benoît Assou-Ekotto dal Tottenham e del francese Kévin Théophile-Catherine, riscattato dal Cardiff City. Invece nel reparto offensivo acquista Neal Maupay dal Nizza, Nolan Roux dal Lilla e Robert Berič dal Rapid Vienna. Per quanto riguarda le uscite, Franck Tabanou firma con lo Swansea City, Mevlüt Erdinç passa all'Hannover, Max Gradel si trasferisce al Bournemouth e Yohan Mollo al Kryl'ja Sovetov Samara.
Il Bordeaux, perso Mariano Ferreira Filho, ceduto al Siviglia e rimpiazato dal giovane serbo Milan Gajić, proveniente dal Belgrado, ha confermato l'ossatura dello scorso anno. In corsa in Europa League, i girondini dovranno dimostrare di saper competere su più fronti, a differenza dell'indegna avventura europea di due stagioni or sono.
Il Montpellier ingaggia il difensore William Rémy, proveniente dal Digione in seconda lega francese, e il centrocampista Ryad Boudebouz dal Bastia. Inoltre cedono Abdelhamid El Kaoutari al Palermo, Anthony Mounier al Bologna e Lucas Barrios, non riscattato dallo Spartak Moskva.
Il Lilla, dopo la delusione della stagione precedente, riparte dal nuovo tecnico Hervé Renard, protagonista in Coppa d'Africa e autore di una straordinaria, ma inutile, rimonta con il Sochaux due stagioni fa. Le cessioni di Adama Traoré al Monaco, Nolan Roux al Saint-Étienne e Simon Kjær al Fenerbahçe hanno portato oltre 20 milioni nelle casse societarie, mentre in entrata si è preferito il low-cost di qualità, rappresentato da Éric Bauthéac dal Nizza, Baptiste Guillaume dal Lens, Yaw Yeboah dal Manchester City, Sofiane Boufal dall'Angers e dagli svincolati Renato Civelli e Mounir Obbadi.

Il Rennes, dopo l'addio di vari titolari quali Vincent Pajot al Saint-Étienne, Anders Konradsen al Rosenborg e Jean Makoun all'Antalyaspor, si rinforza con gli arrivi di Ludovic Baal dal Lens, Yacouba Sylla dall'Aston Villa, Giovanni Sio dal Basilea, Pedro Mendes dal Parma e Juan Fernando Quintero dal Porto. Il Guingamp, rivelazione della scorsa stagione, si trova privo della stella Claudio Beauvue, che viene sostituito da Jimmy Briand, lasciato libero dall'Hannover, e Sloan Privat, acquistato in prestito dal Caen.

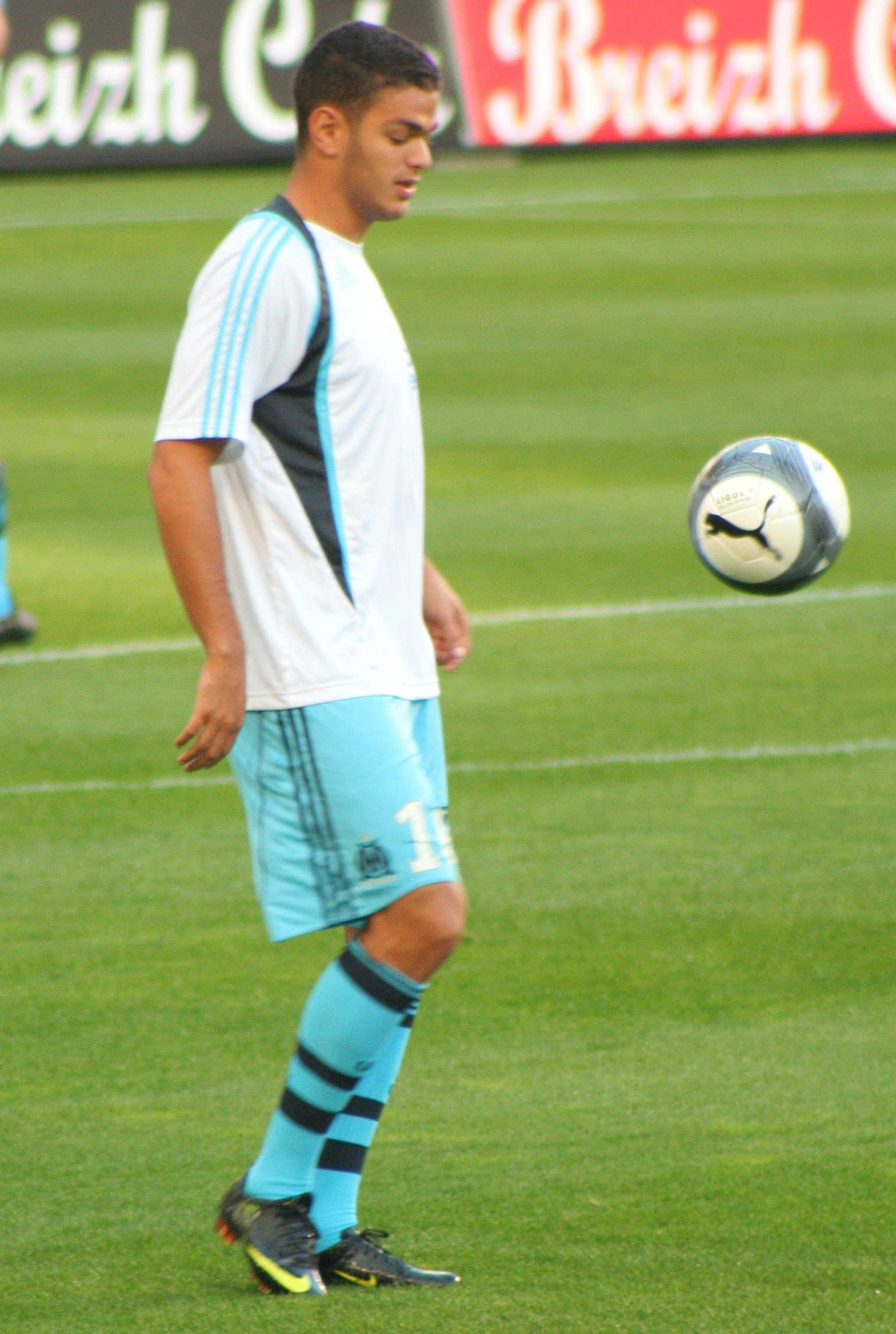
Il francese Hatem Ben Arfa, acquistato dal Nizza, ritorna in patria dopo cinque stagioni nel campionato inglese.

 Il Nizza oltre all'esperto Hatem Ben Arfa ingaggia anche i giovani Valère Germain, in prestito dal Monaco, Ricardo Pereira, in prestito dal Porto, Maxime Le Marchand dal Le Havre e Jean Seri dal Paços de Ferreira. Il Bastia tessera il portiere danese Jesper Hansen, ma cede Alphonse Areola al Paris SG, Guillaume Gillet all'Anderlecht e l'esperto Djibril Cissé al Saint-Pierroise. Il Caen ha optato per un mercato intelligente con giocatori di categoria o ex-promesse da rilanciare (Vincent Bessat, Mathieu Duhamel, Andy Delort, Florian Raspentino) che dovranno coprire i vuoti lasciati dalle partenze di N'Golo Kanté, Thomas Lemar e Sloan Privat. Il Nantes rinforza il reparto arretrato con gli acquisti di Lorik Cana, proveniente dalla Lazio, Ermir Lenjani, in prestito dallo Stade Rennes, e Adryan, in prestito dal Flamengo, mentre per il reparto offensivo conta sull'islandese Kolbeinn Sigþórsson. Il Reims, persi Benjamin Moukandjo e Mads Albæk, prende Frédéric Bulot dallo Standard Liège e Jaba K'ank'ava dal Dnipro. Invece il Lorient, con gli arrivi di Majeed Waris e Benjamin Moukandjo, si è rafforzata in campo offensivo (in difficoltà dopo aver ceduto Jordan Ayew), potendo anche contare su una difesa collaudata (dove spicca il terzino franco-portoghese Guerreiro). Il Tolosa affida ai pali l'ex romanista Mauro Goicoechea, per il resto la direzione conferma il blocco della scorsa stagione. Tra le neopromosse, sulla carta resta più competitiva il Troyes nonostante la cessione dell'esterno Lionel Carole al Galatasaray, mentre il Gazélec Ajaccio si presenta per la prima volta nella massima serie forte degli acquisti di giocatori esperti quali il croato Damjan Đoković (dal Bologna), il francese Alexandre Coeff (in prestito dall'Udinese) e il camerunese Jacques Zoua (dall'Amburgo). L'ultima di esse, l'Angers, si rafforza con gli acquisti di Gilles Sunu dall'Évian TG, Romain Saïss dal Le Havre e Goran Karanović dal San Gallo dopo aver ceduto l'attaccante Jonathan Kodjia al Bristol City.

#### Sessione invernale (dal 2 gennaio al 1º febbraio)
Il Monaco, in cerca di un attaccante e un difensore che soddisfino le aspettative, acquista due giocatori brasiliani: il centravanti Vágner Love reclutato dal Corinthians e il centrale Jemerson dall'Atlético Mineiro, mentre non riscatta il "faraone" Stephan El Shaarawy, che torna al Milan, e cede in prestito il giovane portoghese Rony al Lilla. Il Lione, invece, cede Claudio Beauvue al Celta Vigo, Milan Biševac alla Lazio e Lindsay Rose in prestito al Lorient. Il Marsiglia rinforza il reparto offensivo acquistando dall'Inghilterra lo scozzese Steven Fletcher (dal Sunderland) e l'ex Florian Thauvin (dal Newcastle). Il Saint-Étienne si rinforza acquistando gli attaccanti Alexander Søderlund (dalla squadra norvegese del Rosenborg) e Oussama Tannane (dagli olandesi del Heracles Almelo), oltre ai centrocampisti Ole Kristian Selnæs (sempre dal Rosenberg) e l'ex Franck Tabanou (dallo Swansea City), mentre cede gli attaccanti Jonathan Bamba e Dylan Saint-Louis rispettivamente al Paris FC e all'Évian ambedue militanti in Ligue 2.
Il Bordeaux riporta in Francia il difensore dei Gunners Mathieu Debuchy, oltre al portiere del Troyes Paul Bernardoni e al centrocampista uruguayano Mauro Arambarri dal Defensor Sporting Club. Tra le cessioni segnaliamo Wahbi Khazri al Sunderland ed Henri Saivet al Newcastle. Invece il Lille acquista il guineense Éder (dallo Swansea City), il francese svincolato Morgan Amalfitano e in prestito Rony dal Monaco. Invece il Nizza acquista il giovane Rémi Walter dal Nancy, mentre cede in prestito Albert Rafetraniaina al Red Star e Saïd Benrahma all'Angers. Il Rennes acquista il centravanti sudafricano Kermit Erasmus, mentre cede Abdoulaye Doucouré al Watford e Habib Habibou al Gaziantepspor.
Il Caen si ranforza acquistando dal Saint-Étienne Ismaël Diomandé, Pape Sané dal Bourg Péronnas, ceduto poi in prestito alla squadra di provenienza, e Christian Kouakou dal Tours. Invece il Nantes acquista l'ex Barcellona Frank Bagnack e dall'Anderlecht Guillaume Gillet. Lo Stade Reims acquista Alhassane Bangoura dal Rayo Vallecano, Johann Carrasso dal Metz, Abdelhamid El Kaoutari dal Palermo e Thievy Bifouma dall'Espanyol. Il Lorient acquista il giovane attaccante Jimmy Cabot (proveniente dal Troyes), i difensori Yrondu Musavu-King (proveniente dal Granada) e Lindsay Rose (dal Lione) viste le cessioni di Valentin Lavigne (al Laval), di Lamine Koné (al Sunderland) e di Denis Bouanga (allo Strasburgo). Il Guingamp acquista l'attaccante turco Mevlüt Erdinç, mentre cede Julien Bègue al Bourg-Péronnas. Invece i campioni del Paris SG cedono Ezequiel Lavezzi ai cinesi del Hebei Huaxia Xingfu Zuqiu Julebu. Il Tolosa cede Dominik Furman all'Hellas Verona in prestito. Riguardo alle neopromosse, l'Angers acquista Grégory Bourillon (dal Reims), Saïd Benrahma (dal Nizza), Denis Petrić (dal Troyes) e Mohamed Yattara (dallo Standard Liège), mentre cede Bilel Mohsni (al Paris FC), Ludovic Butelle (al Bruges) e Abdoul Camara (al Derby County); il Troyes cede Jimmy Cabot al Lorient, Paul Bernardoni al Bordeaux e Denis Petrić all'Angers; il Gazélec Ajaccio acquista dal Zurigo l'attaccante Amine Chermiti, mentre svincola Issiar Dia, che viene ingaggiato dall'Al-Kharitiyath.

### Avvenimenti

#### Girone di andata

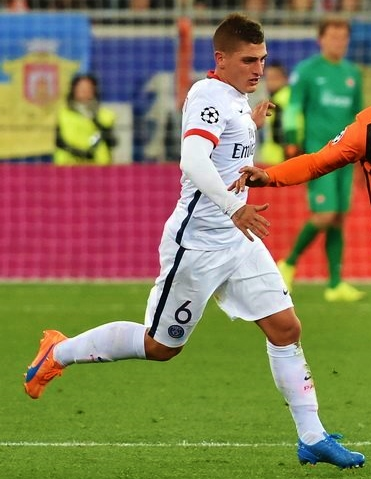
Il centrocampista parigino Marco Verratti viene eletto miglior straniero della Ligue 1.

Il girone di andata della Ligue 1 si è concluso con il Paris SG che guida la classifica al primo posto con zero sconfitte, il miglior attacco (48 reti all'attivo) e la migliore difesa (9 reti subite). La graduatoria della Ligue 1 è caratterizzata da un dato molto particolare: la seconda in classifica è più vicina alla zona retrocessione che alla prima posizione. Il Monaco, infatti, conclude tale girone secondo in campionato con 32 punti e il Psg ne ha 51 mentre il Guingamp, terzultimo, è fermo a quota 19. I monegaschi stazionano in seconda posizione ma hanno 19 punti di distanza dalla capolista e 13 di vantaggio sulla zona retrocessione. La sorpresa rimane l'Angers: la squadra di Moulin, neopromossa, si è posizionata al terzo posto con 31 punti davanti al Lione e al Marsiglia, rispettivamente al nono e decimo posto.

## Squadre partecipanti
| Club                | Stagione | Città         | Stadio                                                               | Capacità      | Stagione 2014-2015   |
| ------------------- | -------- | ------------- | -------------------------------------------------------------------- | ------------- | -------------------- |
| Angers              | dettagli | Angers        | Stade Jean Bouin                                                     | 18 000        | 3º posto in Ligue 2  |
| Bastia              | dettagli | Bastia        | Stade Armand Cesari (Furiani)                                        | 16 480        | 12º posto in Ligue 1 |
| Bordeaux            | dettagli | Bordeaux      | Nouveau Stade Bordeaux                                               | 42 115        | 6º posto in Ligue 1  |
| Caen                | dettagli | Caen          | Stadio Michel d'Ornano                                               | 21 000        | 13º posto in Ligue 1 |
| Gazélec Ajaccio     | dettagli | Ajaccio       | Stade Ange Casanova                                                  | 5 000         | 2º posto in Ligue 2  |
| Guingamp            | dettagli | Guingamp      | Stade de Roudourou                                                   | 18 250        | 10º posto in Ligue 1 |
| Lilla               | dettagli | Lilla         | Stade Pierre-Mauroy (Villeneuve d'Ascq)                              | 50 186        | 8º posto in Ligue 1  |
| Lorient             | dettagli | Lorient       | Stade du Moustoir                                                    | 19 010        | 16º posto in Ligue 1 |
| Monaco              | dettagli | Monaco        | Stade Louis II                                                       | 18 523        | 3º posto in Ligue 1  |
| Montpellier         | dettagli | Montpellier   | Stadio della Mosson                                                  | 32 939        | 7º posto in Ligue 1  |
| Nantes              | dettagli | Nantes        | Stade de la Beaujoire                                                | 38 285        | 14º posto in Ligue 1 |
| Nizza               | dettagli | Nizza         | Allianz Riviera                                                      | 35 000        | 11º posto in Ligue 1 |
| Olympique Lione     | dettagli | Lione         | Stade de Gerland (1ª-19ª) Parc Olympique lyonnais (Décines-Charpieu) | 41 044 59 186 | 2º posto in Ligue 1  |
| Olympique Marsiglia | dettagli | Marsiglia     | Stade Vélodrome                                                      | 67 000        | 4º posto in Ligue 1  |
| Paris Saint-Germain | dettagli | Parigi        | Parc des Princes                                                     | 48 527        | Campione di Francia  |
| Rennes              | dettagli | Rennes        | Roazhon Park                                                         | 31 127        | 9º posto in Ligue 1  |
| Saint-Étienne       | dettagli | Saint-Étienne | Stade Geoffroy-Guichard                                              | 41 965        | 5º posto in Ligue 1  |
| Stade Reims         | dettagli | Reims         | Stade Auguste Delaune                                                | 21 684        | 15º posto in Ligue 1 |
| Tolosa              | dettagli | Tolosa        | Stadium Municipal                                                    | 33 150        | 17º posto in Ligue 1 |
| Troyes              | dettagli | Troyes        | Stade de l'Aube                                                      | 20 400        | Vincitore Ligue 2    |

## Allenatori e primatisti
| Squadra             | Allenatore                                                                                       | Calciatore più presente                        | Cannoniere                                   |
| ------------------- | ------------------------------------------------------------------------------------------------ | ---------------------------------------------- | -------------------------------------------- |
| Angers              | Stéphane Moulin                                                                                  | Romain Thomas (36)                             | Cheikh N'Doye (9)                            |
| Bastia              | Ghislain Printant (1ª-22ª) François Ciccolini                                                    | Gaël Danic (37)                                | Floyd Ayité (8)                              |
| Bordeaux            | Willy Sagnol (1ª-30ª) Ulrich Ramé                                                                | Diego Rolán (31)                               | Cheick Diabaté (10)                          |
| Caen                | Patrice Garande                                                                                  | Rémy Vercoutre Dennis Appiah Julien Féret (38) | Andy Delort (12)                             |
| Gazélec Ajaccio     | Thierry Laurey                                                                                   | Damjan Đoković (35)                            | Mohamed Larbi (9)                            |
| Guingamp            | Jocelyn Gourvennec                                                                               | Jonas Lössl (37)                               | Sloan Privat Yannis Salibur Jimmy Briand (7) |
| Lilla               | Hervé Renard (1ª-13ª) Patrick Collot (14ª) Frédéric Antonetti                                    | Djibril Sidibé (37)                            | Sofiane Boufal (11)                          |
| Lorient             | Sylvain Ripoll                                                                                   | Benjamin Lecomte (37)                          | Benjamin Moukandjo (13)                      |
| Monaco              | Leonardo Jardim                                                                                  | Danijel Subašić (36)                           | Bernardo Silva (7)                           |
| Montpellier         | Rolland Courbis (1ª-19ª) Pascal Baills & Bruno Martini (20ª-22ª) Frédéric Hantz                  | Ryad Boudebouz (38)                            | Casimir Ninga Souleymane Camara (7)          |
| Nantes              | Michel Der Zakarian                                                                              | Adrien Thomasson (34)                          | Emiliano Sala (6)                            |
| Nizza               | Claude Puel                                                                                      | Nampalys Mendy Valère Germain (38)             | Hatem Ben Arfa (17)                          |
| Olympique Lione     | Hubert Fournier (1ª-19ª) Bruno Génésio                                                           | Anthony Lopes (37)                             | Alexandre Lacazette (21)                     |
| Olympique Marsiglia | Marcelo Bielsa (1ª) Franck Passi (2ª) Míchel (3ª-34ª) Franck Passi                               | Steve Mandanda Michy Batshuayi (36)            | Michy Batshuayi (17)                         |
| Paris Saint-Germain | Laurent Blanc                                                                                    | Lucas (36)                                     | Zlatan Ibrahimović (38)                      |
| Rennes              | Philippe Montanier (1ª-21ª) Rolland Courbis                                                      | Giovanni Sio Sylvain Armand (34)               | Ousmane Dembélé (12)                         |
| Saint-Étienne       | Christophe Galtier                                                                               | Stéphane Ruffier (37)                          | Nolan Roux (9)                               |
| Stade Reims         | Olivier Guégan                                                                                   | Nicolas de Préville (36)                       | Nicolas de Préville (7)                      |
| Tolosa              | Dominique Arribagé(1ª-28ª) Pascal Dupraz                                                         | Martin Braithwaite (36)                        | Wissam Ben Yedder (17)                       |
| Troyes              | Jean-Marc Furlan(1ª-16ª) Claude Robin (17ª-24ª) Mohamed Bradja, Michel Padovani & Olivier Tingry | Jessy Pi (37)                                  | Fabien Camus (5)                             |

## Classifica finale
|         | Pos. | Squadra             | Pt | G  | V  | N  | P  | GF  | GS | DR  |
| ------- | ---- | ------------------- | -- | -- | -- | -- | -- | --- | -- | --- |
|         | 1.   | Paris Saint-Germain | 96 | 38 | 30 | 6  | 2  | 102 | 19 | +83 |
|         | 2.   | Olympique Lione     | 65 | 38 | 19 | 8  | 11 | 67  | 43 | +24 |
|         | 3.   | Monaco              | 65 | 38 | 17 | 14 | 7  | 57  | 50 | +7  |
|         | 4.   | Nizza               | 63 | 38 | 18 | 9  | 11 | 58  | 41 | +17 |
| [ 150 ] | 5.   | Lilla               | 60 | 38 | 15 | 15 | 8  | 39  | 27 | +12 |
| [ 151 ] | 6.   | Saint-Étienne       | 58 | 38 | 17 | 7  | 14 | 42  | 37 | +5  |
|         | 7.   | Caen                | 54 | 38 | 16 | 6  | 16 | 39  | 52 | -13 |
|         | 8.   | Rennes              | 52 | 38 | 13 | 13 | 12 | 52  | 54 | -2  |
|         | 9.   | Angers              | 50 | 38 | 13 | 11 | 14 | 40  | 38 | +2  |
|         | 10.  | Bastia              | 50 | 38 | 14 | 8  | 16 | 36  | 42 | -6  |
|         | 11.  | Bordeaux            | 50 | 38 | 12 | 14 | 12 | 50  | 57 | -7  |
|         | 12.  | Montpellier         | 49 | 38 | 14 | 7  | 17 | 49  | 47 | +2  |
|         | 13.  | Olympique Marsiglia | 48 | 38 | 10 | 18 | 10 | 48  | 42 | +6  |
|         | 14.  | Nantes              | 48 | 38 | 12 | 12 | 14 | 33  | 44 | -11 |
|         | 15.  | Lorient             | 46 | 38 | 11 | 13 | 14 | 47  | 58 | -11 |
|         | 16.  | Guingamp            | 44 | 38 | 11 | 11 | 16 | 47  | 56 | -9  |
|         | 17.  | Tolosa              | 40 | 38 | 9  | 13 | 16 | 45  | 55 | -10 |
|         | 18.  | Stade Reims         | 39 | 38 | 10 | 9  | 19 | 44  | 57 | -13 |
|         | 19.  | Gazélec Ajaccio     | 37 | 38 | 8  | 13 | 17 | 37  | 58 | -21 |
|         | 20.  | Troyes              | 18 | 38 | 3  | 9  | 26 | 28  | 83 | -55 |

Legenda:

      Campione di Francia e ammessa alla fase a gironi della  UEFA Champions League 2016-2017

      Ammessa alla fase a gironi della UEFA Champions League 2016-2017

      Ammessa al terzo turno di qualificazione (percorso piazzate) della UEFA Champions League 2016-2017

      Ammessa alla fase a gironi della UEFA Europa League 2016-2017

      Ammesse al terzo turno di qualificazione della UEFA Europa League 2016-2017

      Retrocesse in Ligue 2 2016-2017

Note:

Tre punti a vittoria, uno a pareggio, zero a sconfitta.
In caso di arrivo di due o più squadre a pari punti, la graduatoria verrà stilata secondo la classifica avulsa tra le squadre interessate che prevede, in ordine, i seguenti criteri:
* Migliore differenza reti generale
* Maggior numero di reti realizzate in generale
* Migliore differenza reti negli scontri diretti
* Miglior piazzamento nel Classement du fair-play (un punto per calciatore ammonito; tre punti per calciatore espulso).

### Squadra campione
| Formazione tipo | Giocatori (presenze)    |
| --- | ----------------------- |
| Trapp Maxwell D. Luiz T. Silva Marquinhos Matuidi T. Motta Rabiot Lucas Ibrahimović Cavani | Kevin Trapp (35)        |
| Trapp Maxwell D. Luiz T. Silva Marquinhos Matuidi T. Motta Rabiot Lucas Ibrahimović Cavani | Maxwell (29)            |
| Trapp Maxwell D. Luiz T. Silva Marquinhos Matuidi T. Motta Rabiot Lucas Ibrahimović Cavani | David Luiz (26)         |
| Trapp Maxwell D. Luiz T. Silva Marquinhos Matuidi T. Motta Rabiot Lucas Ibrahimović Cavani | Thiago Silva (30)       |
| Trapp Maxwell D. Luiz T. Silva Marquinhos Matuidi T. Motta Rabiot Lucas Ibrahimović Cavani | Marquinhos (28)         |
| Trapp Maxwell D. Luiz T. Silva Marquinhos Matuidi T. Motta Rabiot Lucas Ibrahimović Cavani | Blaise Matuidi (31)     |
| Trapp Maxwell D. Luiz T. Silva Marquinhos Matuidi T. Motta Rabiot Lucas Ibrahimović Cavani | Thiago Motta (32)       |
| Trapp Maxwell D. Luiz T. Silva Marquinhos Matuidi T. Motta Rabiot Lucas Ibrahimović Cavani | Adrien Rabiot (24)      |
| Trapp Maxwell D. Luiz T. Silva Marquinhos Matuidi T. Motta Rabiot Lucas Ibrahimović Cavani | Lucas (36)              |
| Trapp Maxwell D. Luiz T. Silva Marquinhos Matuidi T. Motta Rabiot Lucas Ibrahimović Cavani | Zlatan Ibrahimović (31) |
| Trapp Maxwell D. Luiz T. Silva Marquinhos Matuidi T. Motta Rabiot Lucas Ibrahimović Cavani | Edinson Cavani (31)     |
| Altri giocatori: Ángel Di María (29), Benjamin Stambouli (27), Serge Aurier (21), Marco Verratti (18), Gregory van der Wiel (17), Layvin Kurzawa (16), Ezequiel Lavezzi (16), Javier Pastore (16), Jean-Kévin Augustin (13), Presnel Kimpembe (6), Christopher N'Kunku (5), Hervin Ongenda (5), Salvatore Sirigu (3), Nicolas Douchez (1), Yakou Meité (1), Timothée Taufflieb (1). |                         |

## Risultati

### Tabellone
|                     | Ang | Bas | Bor | Cae | Gaz | Gui | Lil | Lor | Mon | Mot | Nan | Niz | OLy | OMa | PSG | Ren | SÉt | SRe | Tol | Tro |
| ------------------- | --- | --- | --- | --- | --- | --- | --- | --- | --- | --- | --- | --- | --- | --- | --- | --- | --- | --- | --- | --- |
| Angers              |     | 1-0 | 1-1 | 2-0 | 0-0 | 0-0 | 2-0 | 5-1 | 3-0 | 2-3 | 0-0 | 1-1 | 0-3 | 0-1 | 0-0 | 0-2 | 0-0 | 0-0 | 2-3 | 1-0 |
| Bastia              | 1-0 |     | 1-0 | 1-0 | 1-2 | 3-0 | 1-2 | 0-0 | 1-2 | 1-0 | 0-0 | 1-3 | 1-0 | 2-1 | 0-2 | 2-1 | 0-1 | 2-0 | 3-0 | 2-0 |
| Bordeaux            | 1-3 | 1-1 |     | 1-4 | 1-1 | 1-0 | 1-0 | 3-0 | 3-1 | 0-0 | 2-0 | 0-0 | 3-1 | 1-1 | 1-1 | 4-0 | 1-4 | 1-2 | 1-1 | 1-0 |
| Caen                | 0-0 | 0-0 | 1-0 |     | 2-0 | 2-1 | 1-2 | 1-2 | 2-2 | 2-1 | 0-2 | 2-0 | 0-4 | 1-3 | 0-3 | 1-0 | 1-0 | 0-2 | 1-0 | 2-1 |
| Gazélec Ajaccio     | 0-2 | 3-2 | 2-0 | 1-0 |     | 0-0 | 2-4 | 1-1 | 0-1 | 0-4 | 1-1 | 3-1 | 2-1 | 1-1 | 0-4 | 1-1 | 0-2 | 2-2 | 2-2 | 2-3 |
| Guingamp            | 2-2 | 1-0 | 2-4 | 1-1 | 2-1 |     | 1-1 | 2-2 | 3-3 | 2-2 | 2-2 | 2-3 | 0-1 | 2-0 | 0-2 | 0-2 | 2-0 | 1-2 | 2-0 | 4-0 |
| Lilla               | 0-0 | 1-1 | 0-0 | 1-0 | 1-0 | 0-0 |     | 3-0 | 4-1 | 2-0 | 0-1 | 1-1 | 1-0 | 1-2 | 0-1 | 1-1 | 1-0 | 2-0 | 1-0 | 1-3 |
| Lorient             | 3-1 | 1-1 | 3-2 | 2-0 | 1-0 | 4-3 | 0-1 |     | 0-2 | 1-1 | 0-0 | 0-0 | 1-3 | 1-1 | 1-2 | 1-1 | 0-1 | 2-0 | 1-1 | 4-1 |
| Monaco              | 1-0 | 2-0 | 1-2 | 1-1 | 2-2 | 3-2 | 0-0 | 2-3 |     | 2-0 | 1-0 | 1-0 | 1-1 | 2-1 | 0-3 | 1-1 | 1-0 | 2-2 | 4-0 | 3-1 |
| Montpellier         | 0-2 | 2-0 | 0-1 | 1-2 | 0-2 | 2-1 | 3-0 | 2-1 | 2-3 |     | 2-1 | 0-2 | 0-2 | 0-1 | 0-1 | 2-0 | 1-2 | 3-1 | 2-0 | 4-1 |
| Nantes              | 2-0 | 0-0 | 2-2 | 1-2 | 3-1 | 1-0 | 0-3 | 2-1 | 0-0 | 0-2 |     | 1-0 | 0-0 | 0-1 | 1-4 | 0-2 | 2-1 | 1-0 | 1-1 | 3-0 |
| Nizza               | 2-1 | 0-2 | 6-1 | 2-1 | 3-0 | 0-1 | 0-0 | 2-1 | 1-2 | 1-0 | 1-2 |     | 3-0 | 1-1 | 0-3 | 3-0 | 2-0 | 2-0 | 1-0 | 2-1 |
| Olympique Lione     | 0-2 | 2-0 | 3-0 | 4-1 | 6-1 | 5-1 | 0-0 | 0-0 | 2-1 | 2-4 | 2-0 | 1-1 |     | 1-1 | 2-1 | 1-2 | 3-0 | 1-0 | 3-0 | 4-1 |
| Olympique Marsiglia | 1-2 | 4-1 | 0-0 | 0-1 | 1-1 | 0-0 | 1-1 | 1-1 | 3-3 | 2-2 | 1-1 | 0-1 | 1-1 |     | 1-2 | 2-5 | 1-1 | 1-0 | 1-1 | 6-0 |
| Paris SG            | 5-1 | 2-0 | 2-2 | 6-0 | 2-0 | 3-0 | 0-0 | 3-1 | 0-2 | 0-0 | 4-0 | 4-1 | 5-1 | 2-1 |     | 4-0 | 4-1 | 4-1 | 5-0 | 4-1 |
| Rennes              | 1-0 | 1-2 | 2-2 | 1-1 | 1-0 | 0-3 | 1-1 | 2-2 | 1-1 | 1-0 | 4-1 | 1-4 | 2-2 | 0-1 | 0-1 |     | 0-1 | 3-1 | 3-1 | 1-1 |
| Saint-Étienne       | 1-0 | 2-1 | 1-1 | 1-2 | 2-0 | 3-0 | 0-1 | 2-0 | 1-1 | 3-0 | 2-0 | 1-4 | 1-0 | 0-2 | 0-2 | 1-1 |     | 3-0 | 0-0 | 1-0 |
| Stade Reims         | 2-1 | 0-1 | 4-1 | 0-1 | 1-2 | 0-1 | 1-0 | 4-1 | 0-1 | 2-3 | 2-1 | 1-1 | 4-1 | 1-0 | 1-1 | 2-2 | 1-1 |     | 1-3 | 1-1 |
| Tolosa              | 1-2 | 4-0 | 4-0 | 2-0 | 1-1 | 1-2 | 1-1 | 2-3 | 1-1 | 1-1 | 0-0 | 2-0 | 2-3 | 1-1 | 0-1 | 1-2 | 2-1 | 2-2 |     | 1-0 |
| Troyes              | 0-1 | 1-1 | 2-4 | 1-3 | 0-0 | 0-1 | 1-1 | 0-1 | 0-0 | 0-0 | 0-1 | 3-3 | 0-1 | 1-1 | 0-9 | 2-4 | 0-1 | 2-1 | 0-3 |     |

### Calendario

#### Girone di andata
| 1ª giornata |                          |     |
|             |                          |     |
| 8 ago.      | Bastia-Rennes            | 2-1 |
| 9 ago.      | Bordeaux-Stade Reims     | 1-2 |
| 7 ago.      | Lilla-Paris SG           | 0-1 |
| 8 ago.      | Montpellier-Angers       | 0-2 |
| 8 ago.      | Nantes-Guingamp          | 1-0 |
| 8 ago.      | Nizza-Monaco             | 1-2 |
| 9 ago.      | Olympique Lione-Lorient  | 0-0 |
| 8 ago.      | Olympique Marsiglia-Caen | 0-1 |
| 9 ago.      | Tolosa-Saint-Étienne     | 2-1 |
| 8 ago.      | Troyes-Gazélec Ajaccio   | 0-0 |

| 2ª giornata |                                 |     |
|             |                                 |     |
| 15 ago.     | Angers-Nantes                   | 0-0 |
| 15 ago.     | Caen-Tolosa                     | 1-0 |
| 15 ago.     | Guingamp-Olympique Lione        | 0-1 |
| 16 ago.     | Lorient-Bastia                  | 1-1 |
| 14 ago.     | Monaco-Lilla                    | 0-0 |
| 16 ago.     | Paris SG-Gazélec Ajaccio        | 2-0 |
| 15 ago.     | Rennes-Montpellier              | 1-0 |
| 15 ago.     | Saint-Étienne-Bordeaux          | 1-1 |
| 16 ago.     | Stade Reims-Olympique Marsiglia | 1-0 |
| 15 ago.     | Troyes-Nizza                    | 3-3 |

| 3ª giornata |                            |     |
|             |                            |     |
| 22 ago.     | Bastia-Guingamp            | 3-0 |
| 22 ago.     | Gazélec Ajaccio-Angers     | 0-2 |
| 23 ago.     | Lilla-Bordeaux             | 0-0 |
| 23 ago.     | Lorient-Saint-Étienne      | 0-1 |
| 21 ago.     | Montpellier-Paris SG       | 0-1 |
| 22 ago.     | Nantes-Stade Reims         | 1-0 |
| 22 ago.     | Nizza-Caen                 | 2-1 |
| 22 ago.     | Olympique Lione-Rennes     | 1-2 |
| 23 ago.     | Olympique Marsiglia-Troyes | 6-0 |
| 22 ago.     | Tolosa-Monaco              | 1-1 |

| 4ª giornata |                              |     |
|             |                              |     |
| 29 ago.     | Angers-Nizza                 | 1-1 |
| 30 ago.     | Bordeaux-Nantes              | 2-0 |
| 29 ago.     | Caen-Olympique Lione         | 0-4 |
| 28 ago.     | Guingamp-Olympique Marsiglia | 2-0 |
| 29 ago.     | Lilla-Gazélec Ajaccio        | 1-0 |
| 30 ago.     | Monaco-Paris SG              | 0-3 |
| 29 ago.     | Rennes-Tolosa                | 3-1 |
| 30 ago.     | Saint-Étienne-Bastia         | 2-1 |
| 29 ago.     | Stade Reims-Lorient          | 4-1 |
| 29 ago.     | Troyes-Montpellier           | 0-0 |

| 5ª giornata |                            |     |
|             |                            |     |
| 13 set.     | Gazélec Ajaccio-Monaco     | 0-1 |
| 12 set.     | Lorient-Angers             | 3-1 |
| 12 set.     | Montpellier-Saint-Étienne  | 1-2 |
| 13 set.     | Nantes-Rennes              | 0-2 |
| 12 set.     | Nizza-Guingamp             | 0-1 |
| 12 set.     | Olympique-Lilla            | 0-0 |
| 13 set.     | Olympique Marsiglia-Bastia | 4-1 |
| 11 set.     | Paris SG-Bordeaux          | 2-2 |
| 12 set.     | Tolosa-Stade Reims         | 2-2 |
| 12 set.     | Troyes-Caen                | 1-3 |

| 6ª giornata |                                     |     |
|             |                                     |     |
| 19 set.     | Anger-Troyes                        | 1-0 |
| 19 set.     | Bastia-Nizza                        | 1-3 |
| 20 set.     | Bordeaux-Tolosa                     | 1-1 |
| 19 set.     | Caen-Montpellier                    | 2-1 |
| 19 set.     | Guingamp-Gazélec Ajaccio            | 2-1 |
| 20 set.     | Monaco-Lorient                      | 2-3 |
| 20 set.     | Olympique Marsiglia-Olympique Lione | 1-1 |
| 18 set.     | Rennes-Lilla                        | 1-1 |
| 20 set.     | Saint-Étienne-Nantes                | 2-0 |
| 19 set.     | Stade Reims-Paris SG                | 1-1 |

| 7ª giornata |                            |     |
|             |                            |     |
| 22 set.     | Angers-Stade Reims         | 0-0 |
| 23 set.     | Gazélec Ajaccio-Rennes     | 1-1 |
| 29 set.     | Lilla-Nantes               | 0-1 |
| 23 set.     | Lorient-Caen               | 2-0 |
| 24 set.     | Montpellier-Monaco         | 2-3 |
| 23 set.     | Nizza-Bordeaux             | 6-1 |
| 23 set.     | Olympique Lione-Bastia     | 2-0 |
| 22 set.     | Paris SG-Guingamp          | 3-0 |
| 23 set.     | Tolosa-Olympique Marsiglia | 1-1 |
| 23 set.     | Troyes-Saint-Étienne       | 0-1 |

| 8ª giornata |                            |     |
|             |                            |     |
| 26 set.     | Bastia-Tolosa              | 3-0 |
| 26 set.     | Bordeaux-Olympique Lione   | 3-1 |
| 26 set.     | Caen-Gazélec Ajaccio       | 2-0 |
| 27 set.     | Guingamp-Monaco            | 3-3 |
| 27 set.     | Montpellier-Lorient        | 2-1 |
| 26 set.     | Nantes-Paris SG            | 1-4 |
| 27 set.     | Olympique Marsiglia-Angers | 1-2 |
| 26 set.     | Rennes-Troyes              | 1-1 |
| 27 set.     | Saint-Étienne-Nizza        | 1-4 |
| 25 set.     | Stade Reims-Lilla          | 1-0 |

| 9ª giornata |                              |     |
|             |                              |     |
| 3 ott.      | Angers-Bastia                | 1-0 |
| 4 ott.      | Caen-Saint-Étienne           | 1-0 |
| 3 ott.      | Gazélec Ajaccio-Tolosa       | 2-2 |
| 2 ott.      | Lilla-Montpellier            | 2-0 |
| 4 ott.      | Lorient-Bordeaux             | 3-2 |
| 4 ott.      | Monaco-Rennes                | 1-1 |
| 4 nov.      | Nizza-Nantes                 | 1-2 |
| 3 ott.      | Olympique Lione-Stade Reims  | 1-0 |
| 4 ott.      | Paris SG-Olympique Marsiglia | 2-1 |
| 3 ott.      | Troyes-Guingamp              | 0-1 |

| 10ª giornata |                               |     |
|              |                               |     |
| 17 ott.      | Bastia-Paris SG               | 0-2 |
| 18 ott.      | Bordeaux-Montpellier          | 0-0 |
| 17 ott.      | Guingamp-Lilla                | 1-1 |
| 16 ott.      | Monaco-Olympique Lione        | 1-1 |
| 17 ott.      | Nantes-Troyes                 | 3-0 |
| 18 ott.      | Olympique Marsiglia-Lorient   | 1-1 |
| 18 ott.      | Rennes-Nizza                  | 1-4 |
| 17 ott.      | Saint-Étienne-Gazélec Ajaccio | 2-0 |
| 17 ott.      | Stade Reims-Caen              | 0-1 |
| 17 ott.      | Tolosa-Angers                 | 1-2 |

| 11ª giornata |                           |     |
|              |                           |     |
| 24 ott.      | Angers-Guingamp           | 0-0 |
| 25 ott.      | Bordeaux-Troyes           | 1-0 |
| 23 ott.      | Caen-Nantes               | 0-1 |
| 24 ott.      | Gazélec Ajaccio-Nizza     | 3-1 |
| 25 ott.      | Lilla-Olympique Marsiglia | 1-2 |
| 24 ott.      | Lorient-Rennes            | 1-1 |
| 24 ott.      | Montpellier-Bastia        | 2-0 |
| 23 ott.      | Olympique Lione-Tolosa    | 3-0 |
| 25 ott.      | Paris SG-Saint-Étienne    | 4-1 |
| 25 ott.      | Stade Reims-Monaco        | 0-1 |

| 12ª giornata |                            |     |
|              |                            |     |
| 31 ott.      | Bastia-Caen                | 1-0 |
| 31 ott.      | Gazélec Ajaccio-Bordeaux   | 2-0 |
| 31 ott.      | Guingamp-Lorient           | 2-2 |
| 1° nov.      | Monaco-Angers              | 1-0 |
| 1° nov.      | Nantes-Olympique Marsiglia | 0-1 |
| 1° nov.      | Nizza-Lilla                | 0-0 |
| 30 ott.      | Rennes-Paris SG            | 0-1 |
| 31 ott.      | Saint-Étienne-Stade Reims  | 3-0 |
| 31 ott.      | Tolosa-Montpellier         | 1-1 |
| 31 ott.      | Troyes-Olympique Lione     | 0-1 |

| 13ª giornata |                               |     |
|              |                               |     |
| 6 nov.       | Angers-Rennes                 | 0-2 |
| 8 nov.       | Bordeaux-Monaco               | 3-1 |
| 7 nov.       | Caen-Guingamp                 | 2-1 |
| 7 nov.       | Lilla-Bastia                  | 1-1 |
| 7 nov.       | Lorient-Troyes                | 4-1 |
| 7 nov.       | Montpellier-Nantes            | 2-1 |
| 8 nov.       | Olympique Lione-Saint-Étienne | 3-0 |
| 8 nov.       | Olympique Marsiglia-Nizza     | 0-1 |
| 7 nov.       | Paris SG-Tolosa               | 5-0 |
| 7 nov.       | Stade Reims-Gazélec Ajaccio   | 1-2 |

| 14ª giornata |                                   |     |
|              |                                   |     |
| 22 nov.      | Bastia-Gazélec Ajaccio            | 1-2 |
| 22 nov.      | Caen-Angers                       | 0-0 |
| 21 nov.      | Guingamp-Tolosa                   | 2-0 |
| 21 nov.      | Lorient-Paris SG                  | 1-2 |
| 21 nov.      | Monaco-Nantes                     | 1-0 |
| 21 nov.      | Montpellier-Stade Reims           | 3-1 |
| 20 nov.      | Nizza-Olympique Lione             | 3-0 |
| 22 nov.      | Rennes-Bordeaux                   | 2-2 |
| 22 nov.      | Saint-Étienne-Olympique Marsiglia | 0-2 |
| 21 nov.      | Troyes-Lilla                      | 1-1 |

| 15ª giornata |                             |     |
|              |                             |     |
| 28 nov.      | Angers-Lilla                | 2-0 |
| 29 nov.      | Bordeaux-Caen               | 1-4 |
| 28 nov.      | Gazélec Ajaccio-Lorient     | 1-1 |
| 28 nov.      | Nantes-Bastia               | 0-0 |
| 27 nov.      | Olympique Lione-Montpellier | 2-4 |
| 29 nov.      | Olympique Marsiglia-Monaco  | 3-3 |
| 28 nov.      | Paris SG-Troyes             | 4-1 |
| 29 nov.      | Saint-Étienne-Guingamp      | 3-0 |
| 28 nov.      | Stade Reims-Rennes          | 2-2 |
| 28 nov.      | Tolosa-Nizza                | 2-0 |

| 16ª giornata |                             |     |
|              |                             |     |
| 1° dic.      | Angers-Paris SG             | 0-0 |
| 2 dic.       | Bastia-Bordeaux             | 1-0 |
| 2 dic.       | Guingamp-Stade Reims        | 1-2 |
| 2 dic.       | Lilla-Saint-Étienne         | 1-0 |
| 1° dic.      | Lorient-Nizza               | 0-0 |
| 2 dic.       | Monaco-Caen                 | 1-1 |
| 2 dic.       | Montpellier-Gazélec Ajaccio | 0-2 |
| 1° dic.      | Nantes-Olympique Lione      | 0-0 |
| 3 dic.       | Rennes-Olympique Marsiglia  | 0-1 |
| 2 dic.       | Troyes-Tolosa               | 0-3 |

| 17ª giornata |                                 |     |
|              |                                 |     |
| 5 dic.       | Bastia-Monaco                   | 1-2 |
| 6 dic.       | Bordeaux-Guingamp               | 1-0 |
| 5 dic.       | Caen-Lilla                      | 1-2 |
| 5 dic.       | Gazélec Ajaccio-Nantes          | 1-1 |
| 4 dic.       | Nizza-Paris SG                  | 0-3 |
| 5 dic.       | Olympique Lione-Angers          | 0-2 |
| 6 dic.       | Olympique Marsiglia-Montpellier | 2-2 |
| 6 dic.       | Saint-Étienne-Rennes            | 1-1 |
| 5 dic.       | Stade Reims-Troyes              | 1-1 |
| 5 dic.       | Tolosa-Lorient                  | 2-3 |

| 18ª giornata |                                     |     |
|              |                                     |     |
| 13 dic.      | Angers-Bordeaux                     | 1-1 |
| 12 dic.      | Lilla-Lorient                       | 3-0 |
| 13 dic.      | Monaco-Saint-Étienne                | 1-0 |
| 12 dic.      | Montpellier-Guingamp                | 2-1 |
| 12 dic.      | Nantes-Tolosa                       | 1-1 |
| 13 dic.      | Olympique Marsiglia-Gazélec Ajaccio | 1-1 |
| 13 dic.      | Paris SG-Olympique Lione            | 5-1 |
| 11 dic.      | Rennes-Caen                         | 1-1 |
| 12 dic.      | Stade Reims-Nizza                   | 1-1 |
| 12 dic.      | Troyes-Bastia                       | 1-1 |

| \| 19ª giornata \| \| \| \| \| \| \| \| 19 dic. \| Bastia-Stade Reims \| 2-0 \| \| 20 dic. \| Bordeaux-Olympique Marsiglia \| 1-1 \| \| 19 dic. \| Caen-Paris SG \| 0-3 \| \| 20 dic. \| Gazélec Ajaccio-Olympique Lione \| 2-1 \| \| 19 dic. \| Guingamp-Rennes \| 0-2 \| \| 19 dic. \| Lorient-Nantes \| 0-0 \| \| 18 dic. \| Nizza-Montpellier \| 1-0 \| \| 20 dic. \| Saint-Étienne-Angers \| 1-0 \| \| 19 dic. \| Tolosa-Lilla \| 1-1 \| \| 19 dic. \| Troyes-Monaco \| 0-0 \| |                                 |     |
| 19ª giornata |                                 |     |
| |                                 |     |
| 19 dic. | Bastia-Stade Reims              | 2-0 |
| 20 dic. | Bordeaux-Olympique Marsiglia    | 1-1 |
| 19 dic. | Caen-Paris SG                   | 0-3 |
| 20 dic. | Gazélec Ajaccio-Olympique Lione | 2-1 |
| 19 dic. | Guingamp-Rennes                 | 0-2 |
| 19 dic. | Lorient-Nantes                  | 0-0 |
| 18 dic. | Nizza-Montpellier               | 1-0 |
| 20 dic. | Saint-Étienne-Angers            | 1-0 |
| 19 dic. | Tolosa-Lilla                    | 1-1 |
| 19 dic. | Troyes-Monaco                   | 0-0 |

#### Girone di ritorno
| 20ª giornata |                              |     |
|              |                              |     |
| 9 gen.       | Angers-Caen                  | 2-0 |
| 10 gen.      | Lilla-Nizza                  | 1-1 |
| 9 gen.       | Monaco-Gazélec Ajaccio       | 2-2 |
| 9 gen.       | Montpellier-Bordeaux         | 0-1 |
| 10 gen.      | Nantes-Saint-Étienne         | 2-1 |
| 9 gen.       | Olympique Lione-Troyes       | 4-1 |
| 10 gen.      | Olympique Marsiglia-Guingamp | 0-0 |
| 8 gen.       | Paris SG-Bastia              | 2-0 |
| 9 gen.       | Rennes-Lorient               | 2-2 |
| 9 gen.       | Stade Reims-Tolosa           | 1-3 |

| 21ª giornata |                               |     |
|              |                               |     |
| 16 gen.      | Bastia-Montpellier            | 1-0 |
| 16 gen.      | Bordeaux-Lilla                | 1-0 |
| 17 gen.      | Caen-Olympique Marsiglia      | 1-3 |
| 16 gen.      | Gazélec Ajaccio-Stade Reims   | 2-2 |
| 16 gen.      | Guingamp-Nantes               | 2-2 |
| 17 gen.      | Lorient-Monaco                | 0-2 |
| 15 gen.      | Nizza-Angers                  | 2-1 |
| 17 gen.      | Saint-Étienne-Olympique Lione | 1-0 |
| 16 gen.      | Tolosa-Paris SG               | 0-1 |
| 16 gen.      | Troyes-Rennes                 | 2-4 |

| 22ª giornata |                                     |     |
|              |                                     |     |
| 23 gen.      | Guingamp-Bastia                     | 1-0 |
| 23 gen.      | Lilla-Troyes                        | 1-3 |
| 24 gen.      | Monaco-Tolosa                       | 4-0 |
| 23 gen.      | Montpellier-Caen                    | 1-2 |
| 23 gen.      | Nantes-Bordeaux                     | 2-2 |
| 23 gen.      | Nizza-Lorient                       | 2-1 |
| 24 gen.      | Olympique Lione-Olympique Marsiglia | 1-1 |
| 23 gen.      | Paris SG-Angers                     | 5-1 |
| 22 gen.      | Rennes-Gazélec Ajaccio              | 1-0 |
| 24 gen.      | Stade Reims-Saint-Étienne           | 1-1 |

| 23ª giornata |                             |     |
|              |                             |     |
| 30 gen.      | Angers-Monaco               | 3-0 |
| 30 gen.      | Bastia-Olympique Lione      | 1-0 |
| 31 gen.      | Bordeaux-Rennes             | 4-0 |
| 31 gen.      | Caen-Nizza                  | 2-0 |
| 30 gen.      | Gazélec Ajaccio-Montpellier | 0-4 |
| 30 gen.      | Lorient-Stade Reims         | 2-0 |
| 29 gen.      | Olympique Marsiglia-Lilla   | 1-1 |
| 31 gen.      | Saint-Étienne-Paris SG      | 0-2 |
| 30 gen.      | Tolosa-Guingamp             | 1-2 |
| 30 gen.      | Troyes-Nantes               | 0-1 |

| 24ª giornata |                                 |     |
|              |                                 |     |
| 3 feb.       | Guingamp-Troyes                 | 4-0 |
| 3 feb.       | Lilla-Caen                      | 1-0 |
| 2 feb.       | Monaco-Bastia                   | 2-0 |
| 2 feb.       | Montpellier-Olympique Marsiglia | 0-1 |
| 3 feb.       | Nantes-Gazélec Ajaccio          | 3-1 |
| 3 feb.       | Nizza-Tolosa                    | 1-0 |
| 3 feb.       | Olympique Lione-Bordeaux        | 3-0 |
| 3 feb.       | Paris SG-Lorient                | 3-1 |
| 4 feb.       | Rennes-Saint-Étienne            | 0-1 |
| 3 feb.       | Stade Reims-Angers              | 2-1 |

| 25ª giornata |                              |     |
|              |                              |     |
| 8 feb.       | Angers-Olympique Lione       | 0-3 |
| 8 feb.       | Bastia-Troyes                | 2-0 |
| 7 feb.       | Bordeaux-Saint-Étienne       | 1-4 |
| 8 feb.       | Caen-Stade Reims             | 0-2 |
| 8 feb.       | Gazélec Ajaccio-Guingamp     | 0-0 |
| 7 feb.       | Lilla-Rennes                 | 1-1 |
| 8 feb.       | Lorient-Montpellier          | 1-1 |
| 8 feb.       | Monaco-Nizza                 | 1-0 |
| 7 feb.       | Olympique Marsiglia-Paris SG | 1-2 |
| 8 feb.       | Tolosa-Nantes                | 0-0 |

| 26ª giornata |                           |     |
|              |                           |     |
| 13 feb.      | Gazélec Ajaccio-Troyes    | 2-3 |
| 13 feb.      | Guingamp-Bordeaux         | 2-4 |
| 13 feb.      | Montpellier-Tolosa        | 2-0 |
| 13 feb.      | Nantes-Lorient            | 2-1 |
| 14 feb.      | Nizza-Olympique Marsiglia | 1-1 |
| 14 feb.      | Olympique Lione-Caen      | 4-1 |
| 13 feb.      | Paris SG-Lilla            | 0-0 |
| 12 feb.      | Rennes-Angers             | 1-0 |
| 14 feb.      | Saint-Étienne-Monaco      | 1-1 |
| 13 feb.      | Stade Reims-Bastia        | 0-1 |

| 27ª giornata |                                   |     |
|              |                                   |     |
| 20 feb.      | Angers-Montpellier                | 2-3 |
| 9 mar.       | Bastia-Nantes                     | 0-0 |
| 19 feb.      | Bordeaux-Nizza                    | 0-0 |
| 21 feb.      | Caen-Rennes                       | 1-0 |
| 21 feb.      | Lilla-Olympique Lione             | 1-0 |
| 20 feb.      | Lorient-Guingamp                  | 4-3 |
| 20 feb.      | Monaco-Troyes                     | 3-1 |
| 21 feb.      | Olympique Marsiglia-Saint-Étienne | 1-1 |
| 20 feb.      | Paris SG-Stade Reims              | 4-1 |
| 20 feb.      | Tolosa-Gazélec Ajaccio            | 1-1 |

| 28ª giornata |                                     |     |
|              |                                     |     |
| 9 mar.       | Gazélec Ajaccio-Olympique Marsiglia | 1-1 |
| 27 feb.      | Guingamp-Angers                     | 2-2 |
| 27 feb.      | Montpellier-Lilla                   | 3-0 |
| 28 feb.      | Nantes-Monaco                       | 0-0 |
| 26 feb.      | Nizza-Bastia                        | 0-2 |
| 28 feb.      | Olympique Lione-Paris SG            | 2-1 |
| 28 feb.      | Saint-Étienne-Caen                  | 1-2 |
| 27 feb.      | Stade Reims-Bordeaux                | 4-1 |
| 27 feb.      | Tolosa-Rennes                       | 1-2 |
| 27 feb.      | Troyes-Lorient                      | 0-1 |

| 29ª giornata |                            |     |
|              |                            |     |
| 5 mar.       | Angers-Saint-Étienne       | 0-0 |
| 5 mar.       | Bastia-Lorient             | 0-0 |
| 5 mar.       | Bordeaux-Gazélec Ajaccio   | 1-1 |
| 4 mar.       | Caen-Monaco                | 2-2 |
| 5 mar.       | Lilla-Stade Reims          | 2-0 |
| 5 mar.       | Nizza-Troyes               | 2-1 |
| 6 mar.       | Olympique Lione-Guingamp   | 5-1 |
| 6 mar.       | Olympique Marsiglia-Tolosa | 1-1 |
| 5 mar.       | Paris SG-Montpellier       | 0-0 |
| 6 mar.       | Rennes-Nantes              | 4-1 |

| 30ª giornata |                             |     |
|              |                             |     |
| 12 mar.      | Bastia-Lilla                | 1-2 |
| 12 mar.      | Gazélec Ajaccio-Caen        | 1-0 |
| 12 mar.      | Guingamp-Saint-Étienne      | 2-0 |
| 12 mar.      | Lorient-Olympique Marsiglia | 1-1 |
| 11 mar.      | Monaco-Stade Reims          | 2-2 |
| 12 mar.      | Montpellier-Nizza           | 0-2 |
| 13 mar.      | Nantes-Angers               | 2-0 |
| 13 mar.      | Rennes-Olympique Lione      | 2-2 |
| 12 mar.      | Tolosa-Bordeaux             | 4-0 |
| 13 mar.      | Troyes-Paris SG             | 0-9 |

| 31ª giornata |                            |     |
|              |                            |     |
| 19 mar.      | Angers-Lorient             | 5-1 |
| 20 mar.      | Bordeaux-Bastia            | 1-1 |
| 19 mar.      | Caen-Troyes                | 2-1 |
| 19 mar.      | Lilla-Tolosa               | 1-0 |
| 20 mar.      | Nizza-Gazélec Ajaccio      | 3-0 |
| 19 mar.      | Olympique Lione-Nantes     | 2-0 |
| 18 mar.      | Olympique Marsiglia-Rennes | 2-5 |
| 20 mar.      | Paris SG-Monaco            | 0-2 |
| 19 mar.      | Saint-Étienne-Montpellier  | 3-0 |
| 19 mar.      | Stade Reims-Guingamp       | 0-1 |

| 32ª giornata |                               |     |
|              |                               |     |
| 3 apr.       | Bastia-Olympique Marsiglia    | 2-1 |
| 2 apr.       | Gazélec Ajaccio-Saint-Étienne | 0-2 |
| 2 apr.       | Guingamp-Montpellier          | 2-2 |
| 3 apr.       | Lorient-Olympique Lione       | 1-3 |
| 1° apr.      | Monaco-Bordeaux               | 1-2 |
| 3 apr.       | Nantes-Lilla                  | 0-3 |
| 2 apr.       | Paris SG-Nizza                | 4-1 |
| 2 apr.       | Rennes-Stade Reims            | 3-1 |
| 2 apr.       | Tolosa-Caen                   | 2-0 |
| 2 apr.       | Troyes-Angers                 | 0-1 |

| 33ª giornata |                              |     |
|              |                              |     |
| 9 apr.       | Angers-Gazélec Ajaccio       | 0-0 |
| 9 apr.       | Caen-Lorient                 | 1-2 |
| 9 apr.       | Guingamp-Paris SG            | 0-2 |
| 10 apr.      | Lilla-Monaco                 | 4-1 |
| 8 apr.       | Montpellier-Olympique Lione  | 0-2 |
| 10 apr.      | Nizza-Rennes                 | 3-0 |
| 10 apr.      | Olympique Marsiglia-Bordeaux | 0-0 |
| 9 apr.       | Saint-Étienne-Troyes         | 1-0 |
| 9 apr.       | Stade Reims-Nantes           | 2-1 |
| 9 apr.       | Tolosa-Bastia                | 4-0 |

| 34ª giornata |                            |     |
|              |                            |     |
| 16 apr.      | Bastia-Saint-Étienne       | 0-1 |
| 16 apr.      | Bordeaux-Angers            | 1-3 |
| 16 apr.      | Gazélec Ajaccio-Lilla      | 2-4 |
| 16 apr.      | Lorient-Tolosa             | 1-1 |
| 17 apr.      | Monaco-Olympique Marsiglia | 2-1 |
| 17 apr.      | Nantes-Montpellier         | 0-2 |
| 15 apr.      | Olympique Lione-Nizza      | 1-1 |
| 16 apr.      | Paris SG-Caen              | 6-0 |
| 17 apr.      | Rennes-Guingamp            | 0-3 |
| 16 apr.      | Troyes-Stade Reims         | 2-1 |

| 35ª giornata |                            |     |
|              |                            |     |
| 11 mag.      | Bordeaux-Paris SG          | 1-1 |
| 24 apr.      | Gazélec Ajaccio-Bastia     | 3-2 |
| 24 apr.      | Guingamp-Caen              | 1-1 |
| 27 apr.      | Lilla-Angers               | 0-0 |
| 24 apr.      | Montpellier-Troyes         | 4-1 |
| 22 apr.      | Nizza-Stade Reims          | 2-0 |
| 24 apr.      | Olympique Marsiglia-Nantes | 1-1 |
| 24 apr.      | Rennes-Monaco              | 1-1 |
| 24 apr.      | Saint-Étienne-Lorient      | 2-0 |
| 23 apr.      | Tolosa-Olympique Lione     | 2-3 |

| 36ª giornata |                                 |     |
|              |                                 |     |
| 1° mag.      | Angers-Olympique Marsiglia      | 0-1 |
| 30 apr.      | Caen-Bastia                     | 0-0 |
| 30 apr.      | Lorient-Lilla                   | 0-1 |
| 30 apr.      | Monaco-Guingamp                 | 3-2 |
| 30 apr.      | Nantes-Nizza                    | 1-0 |
| 30 apr.      | Olympique Lione-Gazélec Ajaccio | 2-1 |
| 29 apr.      | Paris SG-Rennes                 | 4-0 |
| 30 apr.      | Saint-Étienne-Tolosa            | 0-0 |
| 30 apr.      | Stade Reims-Montpellier         | 2-3 |
| 30 apr.      | Troyes-Bordeaux                 | 2-4 |

| 37ª giornata |                                 |     |
|              |                                 |     |
| 7 mag.       | Bastia-Angers                   | 1-0 |
| 7 mag.       | Bordeaux-Lorient                | 3-0 |
| 7 mag.       | Gazélec Ajaccio-Paris SG        | 0-4 |
| 7 mag.       | Lilla-Guingamp                  | 0-0 |
| 7 mag.       | Montpellier-Rennes              | 2-0 |
| 7 mag.       | Nantes-Caen                     | 1-2 |
| 7 mag.       | Nizza-Saint-Étienne             | 2-0 |
| 7 mag.       | Olympique Lione-Monaco          | 6-1 |
| 7 mag.       | Olympique Marsiglia-Stade Reims | 1-0 |
| 7 mag.       | Tolosa-Troyes                   | 1-0 |

| \| 38ª giornata \| \| \| \| \| \| \| \| 14 mag. \| Angers-Tolosa \| 2-3 \| \| 14 mag. \| Caen-Bordeaux \| 1-0 \| \| 14 mag. \| Lorient-Gazélec Ajaccio \| 1-0 \| \| 14 mag. \| Guingamp-Nizza \| 2-3 \| \| 14 mag. \| Monaco-Montpellier \| 2-0 \| \| 14 mag. \| Paris SG-Nantes \| 4-0 \| \| 14 mag. \| Rennes-Bastia \| 1-2 \| \| 14 mag. \| Saint-Étienne-Lilla \| 0-1 \| \| 14 mag. \| Stade Reims-Olympique Lione \| 4-1 \| \| 14 mag. \| Troyes-Olympique Marsiglia \| 1-1 \| |                             |     |
| 38ª giornata |                             |     |
| |                             |     |
| 14 mag. | Angers-Tolosa               | 2-3 |
| 14 mag. | Caen-Bordeaux               | 1-0 |
| 14 mag. | Lorient-Gazélec Ajaccio     | 1-0 |
| 14 mag. | Guingamp-Nizza              | 2-3 |
| 14 mag. | Monaco-Montpellier          | 2-0 |
| 14 mag. | Paris SG-Nantes             | 4-0 |
| 14 mag. | Rennes-Bastia               | 1-2 |
| 14 mag. | Saint-Étienne-Lilla         | 0-1 |
| 14 mag. | Stade Reims-Olympique Lione | 4-1 |
| 14 mag. | Troyes-Olympique Marsiglia  | 1-1 |

## Statistiche

### Squadre

#### Capoliste solitarie
|    | —— | ——                  | —— | —— | —— | —— | —— | —— | ——  | ——  | ——  | ——  | ——  | ——  | ——  | ——  | ——  | ——  | ——  | ——  | ——  | ——  | ——  | ——  | ——  | ——  | ——  | ——  | ——  | ——  | ——  | ——  | ——  | ——  | ——  | ——  | ——  | —— |  |
|    |    | Paris Saint-Germain |    |    |    |    |    |    |     |     |     |     |     |     |     |     |     |     |     |     |     |     |     |     |     |     |     |     |     |     |     |     |     |     |     |     |     |    |  |
|    |    |                     |    |    |    |    |    |    |     |     |     |     |     |     |     |     |     |     |     |     |     |     |     |     |     |     |     |     |     |     |     |     |     |     |     |     |     |    |  |
|    |    |                     |    |    |    |    |    |    |     |     |     |     |     |     |     |     |     |     |     |     |     |     |     |     |     |     |     |     |     |     |     |     |     |     |     |     |     |    |  |
| 1ª | 2ª | 3ª                  | 4ª | 5ª | 6ª | 7ª | 8ª | 9ª | 10ª | 11ª | 12ª | 13ª | 14ª | 15ª | 16ª | 17ª | 18ª | 19ª | 20ª | 21ª | 22ª | 23ª | 24ª | 25ª | 26ª | 27ª | 28ª | 29ª | 30ª | 31ª | 32ª | 33ª | 34ª | 35ª | 36ª | 37ª | 38ª |    |  |

#### Classifica in divenire
Legenda:
| Colore | Significato |
| ------ | ----------- |
| rosso  | sconfitta   |
| bianco | pareggio    |
| verde  | vittoria    |

|                     | 1ª | 2ª | 3ª | 4ª | 5ª | 6ª | 7ª | 8ª | 9ª | 10ª | 11ª | 12ª | 13ª | 14ª | 15ª | 16ª | 17ª | 18ª | 19ª | 20ª | 21ª | 22ª | 23ª | 24ª | 25ª | 26ª | 27ª | 28ª | 29ª | 30ª | 31ª | 32ª | 33ª | 34ª | 35ª | 36ª | 37ª | 38ª |
| ------------------- | -- | -- | -- | -- | -- | -- | -- | -- | -- | --- | --- | --- | --- | --- | --- | --- | --- | --- | --- | --- | --- | --- | --- | --- | --- | --- | --- | --- | --- | --- | --- | --- | --- | --- | --- | --- | --- | --- |
| Angers              | 3  | 4  | 7  | 8  | 8  | 11 | 12 | 15 | 18 | 21  | 22  | 22  | 22  | 23  | 26  | 27  | 30  | 31  | 31  | 34  | 34  | 34  | 37  | 37  | 37  | 37  | 37  | 38  | 39  | 39  | 42  | 45  | 46  | 49  | 50  | 50  | 50  | 50  |
| Bastia              | 3  | 4  | 7  | 7  | 7  | 7  | 7  | 10 | 10 | 10  | 10  | 13  | 14  | 14  | 15  | 18  | 18  | 19  | 22  | 22  | 25  | 25  | 28  | 28  | 31  | 34  | 35  | 38  | 39  | 39  | 40  | 43  | 43  | 43  | 43  | 44  | 47  | 50  |
| Bordeaux            | 0  | 1  | 2  | 5  | 6  | 7  | 7  | 10 | 10 | 11  | 14  | 14  | 17  | 18  | 18  | 18  | 21  | 22  | 23  | 26  | 29  | 30  | 33  | 33  | 33  | 36  | 37  | 37  | 38  | 38  | 39  | 42  | 43  | 43  | 44  | 47  | 50  | 50  |
| Caen                | 3  | 6  | 6  | 6  | 9  | 12 | 12 | 15 | 18 | 21  | 21  | 21  | 24  | 25  | 28  | 29  | 29  | 30  | 30  | 30  | 30  | 33  | 36  | 36  | 36  | 36  | 39  | 42  | 43  | 43  | 46  | 46  | 46  | 46  | 47  | 48  | 51  | 54  |
| Gazélec Ajaccio     | 1  | 1  | 1  | 1  | 1  | 1  | 2  | 2  | 3  | 3   | 6   | 9   | 12  | 15  | 16  | 19  | 20  | 21  | 24  | 25  | 26  | 26  | 26  | 26  | 27  | 27  | 28  | 29  | 30  | 33  | 33  | 33  | 34  | 34  | 37  | 37  | 37  | 37  |
| Guingamp            | 0  | 0  | 0  | 3  | 6  | 9  | 9  | 10 | 13 | 14  | 15  | 16  | 16  | 19  | 19  | 19  | 19  | 19  | 19  | 20  | 21  | 24  | 27  | 30  | 31  | 31  | 31  | 32  | 32  | 35  | 38  | 39  | 39  | 42  | 43  | 43  | 44  | 44  |
| Lilla               | 0  | 1  | 2  | 5  | 6  | 7  | 7  | 7  | 10 | 11  | 11  | 12  | 13  | 14  | 14  | 17  | 20  | 23  | 24  | 25  | 25  | 25  | 26  | 29  | 30  | 31  | 34  | 34  | 37  | 40  | 43  | 46  | 49  | 52  | 53  | 56  | 57  | 60  |
| Lorient             | 1  | 2  | 2  | 2  | 5  | 8  | 11 | 11 | 14 | 15  | 16  | 17  | 20  | 20  | 21  | 22  | 25  | 25  | 26  | 27  | 27  | 27  | 30  | 30  | 31  | 31  | 34  | 37  | 38  | 39  | 39  | 39  | 39  | 40  | 40  | 40  | 40  | 43  |
| Monaco              | 3  | 4  | 5  | 5  | 8  | 8  | 11 | 12 | 13 | 14  | 17  | 20  | 20  | 23  | 24  | 25  | 28  | 31  | 32  | 33  | 36  | 39  | 39  | 42  | 45  | 46  | 49  | 50  | 51  | 52  | 55  | 55  | 55  | 58  | 59  | 62  | 62  | 65  |
| Montpellier         | 0  | 0  | 0  | 1  | 1  | 1  | 1  | 4  | 4  | 5   | 8   | 9   | 12  | 15  | 18  | 18  | 19  | 22  | 22  | 22  | 22  | 22  | 25  | 25  | 26  | 29  | 32  | 35  | 36  | 36  | 36  | 37  | 37  | 40  | 43  | 46  | 49  | 49  |
| Nantes              | 3  | 4  | 7  | 7  | 7  | 7  | 10 | 10 | 13 | 16  | 19  | 19  | 19  | 19  | 20  | 21  | 22  | 23  | 24  | 27  | 28  | 29  | 32  | 35  | 36  | 39  | 40  | 41  | 41  | 44  | 44  | 44  | 44  | 44  | 45  | 48  | 48  | 48  |
| Nizza               | 0  | 1  | 4  | 5  | 5  | 8  | 11 | 14 | 14 | 17  | 17  | 18  | 21  | 24  | 24  | 25  | 25  | 26  | 29  | 30  | 33  | 36  | 36  | 39  | 39  | 40  | 41  | 41  | 44  | 47  | 50  | 50  | 53  | 54  | 57  | 57  | 60  | 63  |
| Olympique Lione     | 1  | 4  | 4  | 7  | 8  | 9  | 12 | 12 | 15 | 16  | 19  | 22  | 25  | 25  | 25  | 26  | 26  | 26  | 26  | 29  | 29  | 30  | 30  | 33  | 36  | 39  | 39  | 42  | 45  | 46  | 49  | 52  | 55  | 56  | 59  | 62  | 65  | 65  |
| Olympique Marsiglia | 0  | 0  | 3  | 3  | 6  | 7  | 8  | 8  | 8  | 9   | 12  | 15  | 15  | 18  | 19  | 22  | 23  | 24  | 25  | 26  | 29  | 30  | 31  | 34  | 34  | 35  | 36  | 37  | 38  | 39  | 39  | 39  | 40  | 40  | 41  | 44  | 47  | 48  |
| Paris SG            | 3  | 6  | 9  | 12 | 13 | 14 | 17 | 20 | 23 | 26  | 29  | 32  | 35  | 38  | 41  | 42  | 45  | 48  | 51  | 54  | 57  | 60  | 63  | 66  | 69  | 70  | 73  | 73  | 74  | 77  | 77  | 80  | 83  | 86  | 87  | 90  | 93  | 96  |
| Rennes              | 0  | 3  | 6  | 9  | 12 | 13 | 14 | 15 | 16 | 16  | 17  | 17  | 20  | 21  | 22  | 22  | 23  | 24  | 27  | 28  | 31  | 34  | 34  | 34  | 35  | 38  | 38  | 41  | 44  | 45  | 48  | 51  | 51  | 51  | 52  | 52  | 52  | 52  |
| Saint-Étienne       | 0  | 1  | 4  | 7  | 10 | 13 | 16 | 16 | 16 | 19  | 19  | 22  | 22  | 22  | 25  | 25  | 26  | 26  | 29  | 29  | 32  | 33  | 33  | 36  | 39  | 40  | 41  | 41  | 42  | 42  | 45  | 48  | 51  | 54  | 57  | 58  | 58  | 58  |
| Stade Reims         | 3  | 6  | 6  | 9  | 10 | 11 | 12 | 15 | 15 | 15  | 15  | 15  | 15  | 15  | 16  | 19  | 20  | 21  | 21  | 21  | 22  | 23  | 23  | 26  | 29  | 29  | 29  | 32  | 32  | 33  | 33  | 33  | 36  | 36  | 36  | 36  | 36  | 39  |
| Tolosa              | 3  | 3  | 4  | 4  | 5  | 6  | 7  | 7  | 8  | 8   | 8   | 9   | 9   | 9   | 12  | 15  | 15  | 16  | 17  | 20  | 20  | 20  | 20  | 20  | 21  | 21  | 22  | 22  | 23  | 26  | 26  | 29  | 32  | 33  | 33  | 34  | 37  | 40  |
| Troyes              | 1  | 2  | 2  | 3  | 3  | 3  | 3  | 4  | 4  | 4   | 4   | 4   | 4   | 5   | 5   | 5   | 6   | 7   | 8   | 8   | 8   | 11  | 11  | 11  | 11  | 14  | 14  | 14  | 14  | 14  | 14  | 14  | 14  | 17  | 17  | 17  | 17  | 18  |

#### Classifiche di rendimento

##### Rendimento andata-ritorno
| Andata              | Andata | Ritorno             | Ritorno |
|                     |        |                     |         |
| Paris SG            | 51     | Paris SG            | 45      |
| Monaco              | 32     | Olympique Lione     | 39      |
| Angers              | 31     | Lilla               | 36      |
| Caen                | 30     | Nizza               | 34      |
| Nizza               | 29     | Monaco              | 33      |
| Saint-Étienne       | 29     | Saint-Étienne       | 29      |
| Rennes              | 27     | Bastia              | 28      |
| Lorient             | 26     | Montpellier         | 27      |
| Olympique Lione     | 26     | Bordeaux            | 27      |
| Olympique Marsiglia | 25     | Guingamp            | 25      |
| Lilla               | 24     | Rennes              | 25      |
| Gazélec Ajaccio     | 24     | Nantes              | 24      |
| Nantes              | 24     | Caen                | 24      |
| Bordeaux            | 23     | Tolosa              | 23      |
| Montpellier         | 22     | Olympique Marsiglia | 23      |
| Bastia              | 22     | Lorient             | 20      |
| Stade Reims         | 21     | Angers              | 19      |
| Guingamp            | 19     | Stade Reims         | 18      |
| Tolosa              | 17     | Gazélec Ajaccio     | 13      |
| Troyes              | 8      | Troyes              | 10      |

| width=50% valign="top" |

##### Rendimento casa-trasferta
| Casa                | Casa | Trasferta           | Trasferta |
|                     |      |                     |           |
| Paris SG            | 48   | Paris SG            | 48        |
| Olympique Lione     | 40   | Monaco              | 29        |
| Nizza               | 38   | Olympique Marsiglia | 28        |
| Monaco              | 36   | Lilla               | 27        |
| Bastia              | 35   | Rennes              | 27        |
| Saint-Étienne       | 34   | Nizza               | 25        |
| Lilla               | 33   | Olympique Lione     | 25        |
| Bordeaux            | 31   | Angers              | 24        |
| Caen                | 30   | Saint-Étienne       | 24        |
| Nantes              | 29   | Caen                | 24        |
| Lorient             | 28   | Montpellier         | 22        |
| Montpellier         | 27   | Nantes              | 19        |
| Stade Reims         | 26   | Guingamp            | 19        |
| Angers              | 26   | Bordeaux            | 19        |
| Tolosa              | 25   | Lorient             | 18        |
| Guingamp            | 25   | Gazélec Ajaccio     | 15        |
| Rennes              | 25   | Bastia              | 15        |
| Gazélec Ajaccio     | 22   | Tolosa              | 15        |
| Olympique Marsiglia | 20   | Stade Reims         | 13        |
| Troyes              | 10   | Troyes              | 8         |

#### Record
- Maggior numero di vittorie: Paris SG (30)
- Minor numero di sconfitte: Paris SG (2)
- Migliore attacco: Paris SG (102)
- Miglior difesa: Paris SG (19)
- Miglior differenza reti: Paris SG (+83)
- Maggior numero di pareggi: Olympique Marsiglia (18)
- Minor numero di pareggi: Caen, Paris SG (6)
- Minor numero di vittorie: Troyes (3)
- Maggior numero di sconfitte: Troyes (26)
- Peggiore attacco: Troyes (28)
- Peggior difesa: Troyes (83)
- Peggior differenza reti: Troyes (-55)
- Partita con più reti: Troyes-Paris SG 0-9
- Partita con maggiore scarto di gol: Troyes-Paris SG 0-9
- Maggior numero di reti in una giornata: 35 (15ª)
- Minor numero di reti in una giornata: 13 (16ª)
- Miglior serie positiva: Paris SG (27)
- Peggior serie negativa: Troyes (7)

### Individuali

#### Classifica marcatori
| Gol | Rigori |  | Giocatore           | Squadra             |
| --- | ------ |  | ------------------- | ------------------- |
| 38  | 5      |  | Zlatan Ibrahimović  | Paris SG            |
| 21  | 2      |  | Alexandre Lacazette | Olympique Lione     |
| 19  |        |  | Edinson Cavani      | Paris SG            |
| 17  | 2      |  | Michy Batshuayi     | Olympique Marsiglia |
| 17  | 5      |  | Hatem Ben Arfa      | Nizza               |
| 17  | 2      |  | Wissam Ben Yedder   | Tolosa              |
| 14  |        |  | Valère Germain      | Nizza               |
| 13  | 5      |  | Benjamin Moukandjo  | Lorient             |
| 12  | 1      |  | Ousmane Dembélé     | Rennes              |
| 12  | 3      |  | Andy Delort         | Caen                |
| 11  | 2      |  | Sofiane Boufal      | Lilla               |
| 11  | 2      |  | Martin Braithwaite  | Tolosa              |
| 11  | 2      |  | Majeed Waris        | Lorient             |
| 10  | 1      |  | Cheick Diabaté      | Bordeaux            |
| 10  |        |  | Ángel Di María      | Paris SG            |
| 10  |        |  | Ronny Rodelin       | Caen                |

#### Record
- Capocannoniere: Zlatan Ibrahimović (Paris SG, 38 gol)
- Maggior numero di gol in una partita: Zlatan Ibrahimović (Paris SG; 4 gol in Troyes-Paris SG 0-9, 13 marzo 2016)
- Gol più veloce: Jimmy Briand (Guingamp; 19 secondi in Guingamp-Lorient 2-2, 31 ottobre 2015)
- Miglior assist-man: Ángel Di María (Paris SG, 18 assist)
- Maggior numero di presenze: 7 giocatori[152] (38)
- Maggior numero di minuti giocati: 3 giocatori[153] (3420')
- Maggior numero di cartellini gialli: Yannick Cahuzac (Bastia, 14 ammonizioni)
- Maggior numero di cartellini rossi: Antoine Devaux (Stade Reims, 3 espulsioni)

### Media spettatori
Media spettatori della Ligue 1 2015/2016: 20 894

| Club                | Pos. | Media  | Max.   | Min.   | Totale  |
| ------------------- | ---- | ------ | ------ | ------ | ------- |
| Paris SG            | 1    | 46 610 | 47 844 | 44 807 | 877 038 |
| Olympique Marsiglia | 2    | 42 015 | 63 235 | 19 898 | 798 276 |
| Olympique Lione     | 3    | 40 250 | 56 696 | 25 658 | 764 746 |
| Saint-Étienne       | 4    | 30 328 | 39 550 | 24 556 | 576 234 |
| Lilla               | 5    | 30 268 | 39 601 | 26 431 | 575 097 |
| Nantes              | 6    | 25 226 | 32 611 | 18 851 | 479 297 |
| Bordeaux            | 7    | 25 088 | 39 672 | 17 603 | 476 667 |
| Rennes              | 8    | 23 180 | 29 068 | 18 022 | 440 424 |
| Nizza               | 9    | 17 661 | 35 596 | 12 828 | 335 555 |
| Caen                | 10   | 17 553 | 20 513 | 15 069 | 315 956 |
| Tolosa              | 11   | 16 303 | 30 163 | 8 883  | 309 755 |
| Guingamp            | 12   | 14 804 | 18 363 | 12 737 | 281 281 |
| Angers              | 13   | 13 500 | 16 381 | 10 155 | 256 503 |
| Stade Reims         | 14   | 13 482 | 20 952 | 9 289  | 256 160 |
| Montpellier         | 15   | 12 839 | 27 163 | 9 076  | 243 948 |
| Troyes              | 16   | 12 472 | 19 184 | 10 117 | 236 961 |
| Lorient             | 17   | 11 987 | 15 488 | 9 075  | 227 757 |
| Bastia              | 18   | 11 563 | 14 702 | 10 135 | 219 706 |
| Monaco              | 19   | 7 838  | 16 124 | 5 388  | 148 924 |
| Gazélec Ajaccio     | 20   | 3 719  | 4 125  | 3 465  | 70 656  |

### Arbitri
Di seguito è indicata, in ordine alfabetico, la lista dei 22 arbitri che presero parte alla Ligue 1 2015-2016. Tra parentesi è riportato il numero di incontri diretti.
- Benoît Bastien (17)
- Hakim Ben El Hadj (15)
- Wilfried Bien (9)
- Ruddy Buquet (20)
- Tony Chapron (18)
- Amaury Delerue (13)
- Saïd Ennjimi (13)
- Fredy Fautrel (19)
- Antony Gautier (20)
- Johan Hamel (18)
- Lionel Jaffredo (20)

- Stéphane Jochem (16)
- Stéphane Lannoy (15)
- Mikaël Lesage (18)
- François Letexier (7)
- Jérôme Miguelgorry (18)
- Benoît Millot (20)
- Sébastien Moreira (19)
- Nicolas Rainville (20)
- Frank Schneider (18)
- Clément Turpin (17)
- Bartolomeu Varela (20)

### Partite
- Più gol (9): Troyes - Paris SG 0-9, 13 marzo 2016
- Maggiore scarto di gol (9): Troyes - Paris SG 0-9, 13 marzo 2016